# Швидкісні ударні катери типу «Ля Комбатон»
Швидкісні ударні катери типу «Ля Комбатон»  - кілька типів швидкісних ударних катерів, побудованих у Франції для експорту в 1970-х і 80-х роках. Відбулося кілька модифікацій типу, які постачалися військово-морським силам багатьох держав.

## Конструювання
«Ля Комбатон» був німецько-французьким спільним проєктом, запропонованим урядом Німеччини для об’єднання швидкого патрульного катера, розробленого суднобудівником Люрссеном, із ракетою Exocet компанії Aerospatiale. Проте французький уряд наполягав на французькому проекті від «Конструксйон де меканік дю Норманді» (Constructions Mécaniques de Normandie (CMN) у Шербурі та на тому, щоб половину човнів було побудовано у Франції. Назва походить від судна, яке використовувалося для випробувань Exocet, патрульного корабля La Combattante (P730).

## «Ля Комбатон»  II
Перша група катерів були 20 одиниць, побудованих для ВМС Німеччини, введені в експлуатацію в 1968 році як тип «Тигр». Деякі з них пізніше були продані військово-морським силам Греції, Чилі та Єгипту.
Після цього проєкту між 1968 і 1974 роками CMN побудував ще 37 катерів, відомих як «Ля Комбатон»  II, для ВМС Ірану (12 типу «Каман»), Малайзії (чотири катери типу «Пердана» ) і Лівії (9 катерів типу «Беїр Грасса»). У той же період CMN побудував 12 швидкісних ударниї катерів подібної конструкції для Ізраїлю (типи типу «Саар» ІІ - ІІІ), які деякі джерела включають у цей тип.
Ці кораблі, як правило, мали водотоннажність 234 тонни та 47 метрів у довжину, типове озброєння — 1x76-мм гармата в передній частині, 4 ракети Exocet у  пускових установках посередині та 40-мм гармата в кормовій частині, хоча фактична схема розміщення змінювалася залежно від вимог замовників.

## «Ля Комбатон» III
У 1975 році CMN змінила конструкцію, збільшила довжину на 9 метрів , щоб покращити морехідність і збільшити внутрішній простір. Це збільшило водотоннажність до 359 тонн і загальну довжину до 56 метрів, хоча озброєння залишилося тим самим. Ця конструкція отримав позначення «Ля Комбатон» III.
Між 1975 і 1990 роками було побудовано ще 19 катерів для ВМС Греції, Тунісу, Катару та Нігерії. Крім того, були побудовані для Ізраїлю (тип «Саар» 4), п'ять у Франції та решта за ліцензією в Ізраїлі. Ізраїльтяни також побудували або допомогли в будівництві дев'яти катерів для Південної Африки, яка на той час перебувала під ембарго через політику апартеїду.

## Подальші конструкції
Окрім Ізраїлю, Греція та Іран також будували катери, розроблені за проектами «Ля Комбатон». Це були шість грецьких катерів (відомих просто як «Ля Комбатон» IIIb) і дев'ять іранських суден тип «Сіна».
CMN також продовжила модернізацію обладнання та озброєння цих конструкцій, випустивши моделі Combattante FS46 і FS56.